# 海底捞

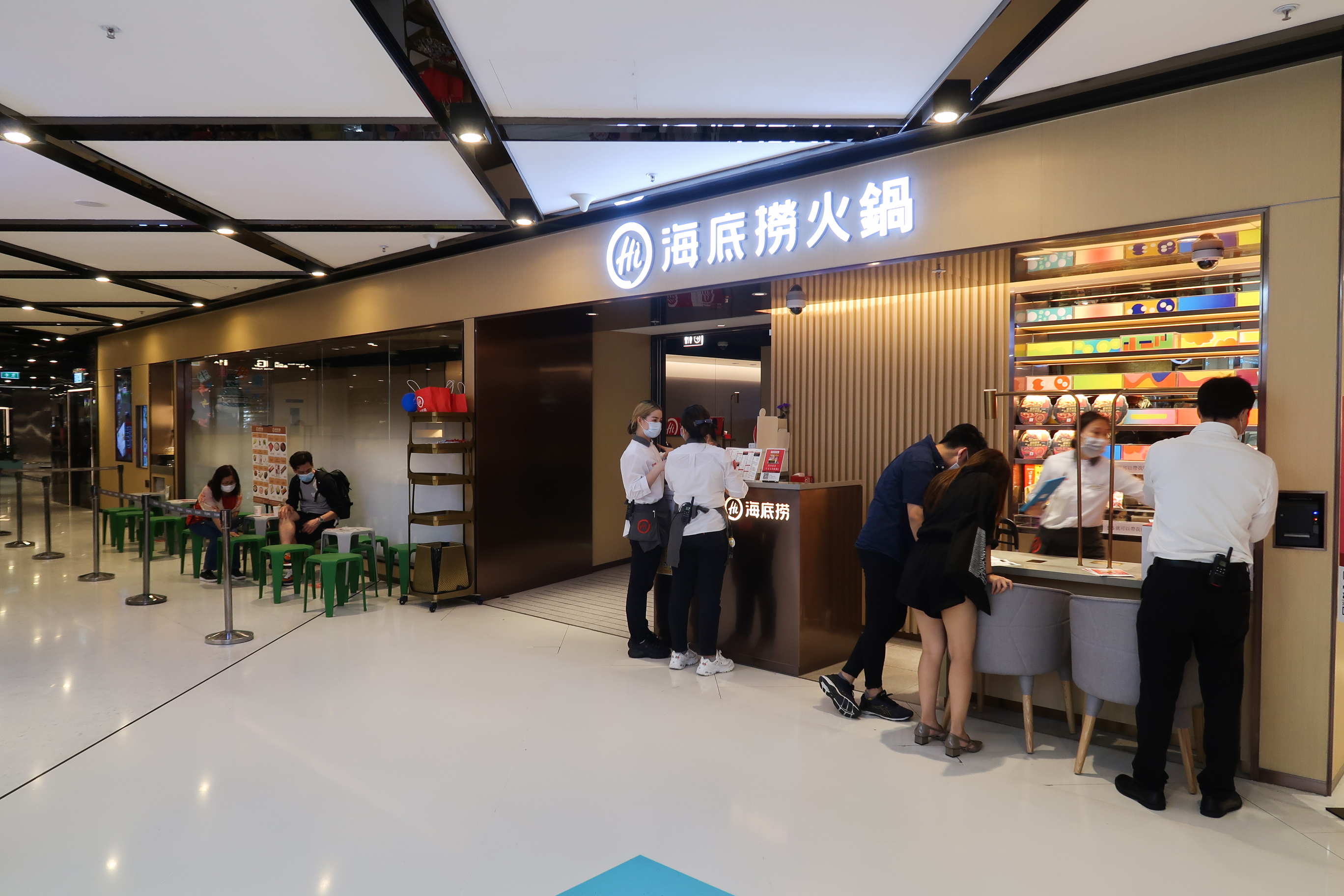
香港荃灣海之戀商場分店

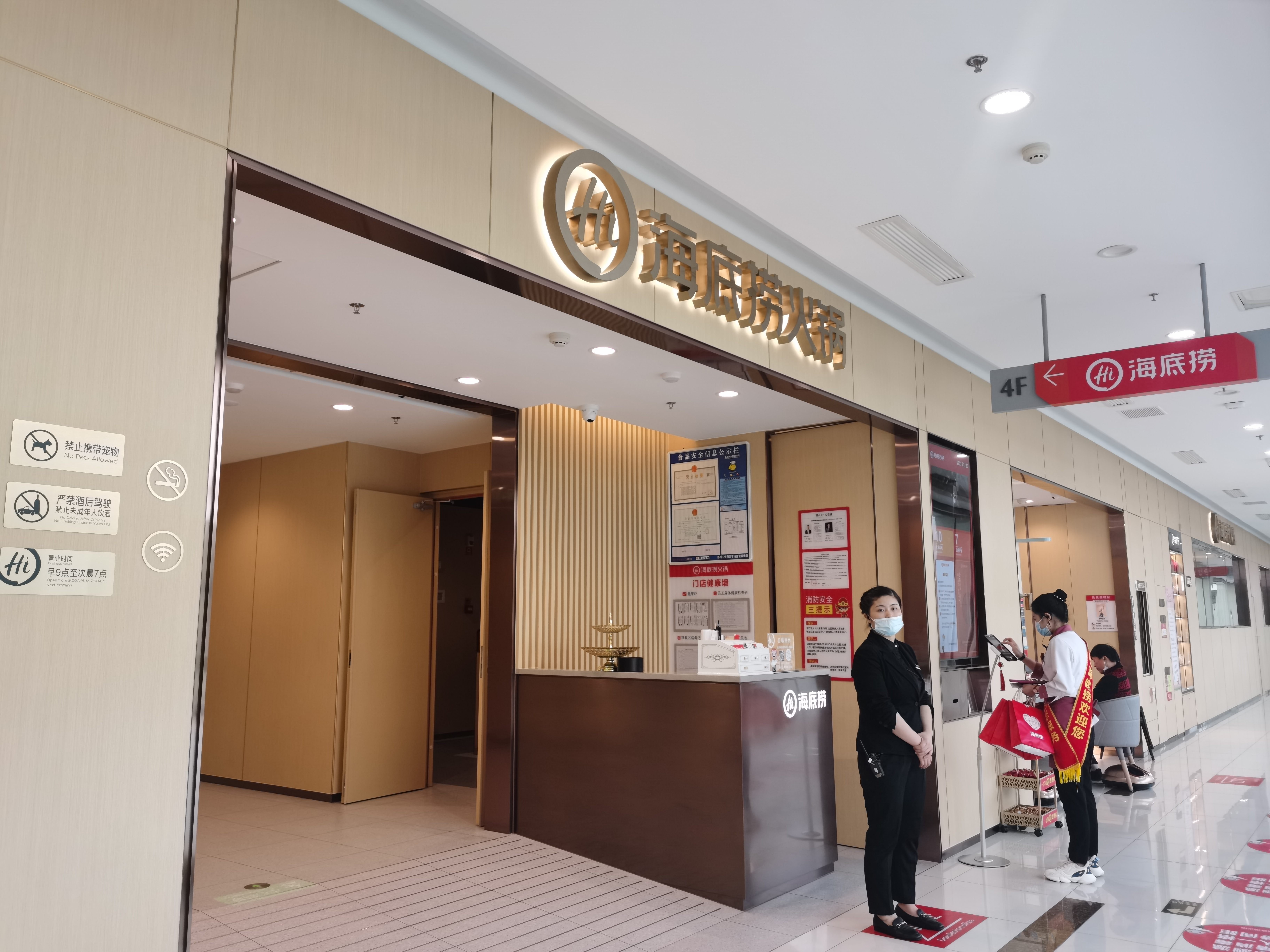
位于苏州的分店

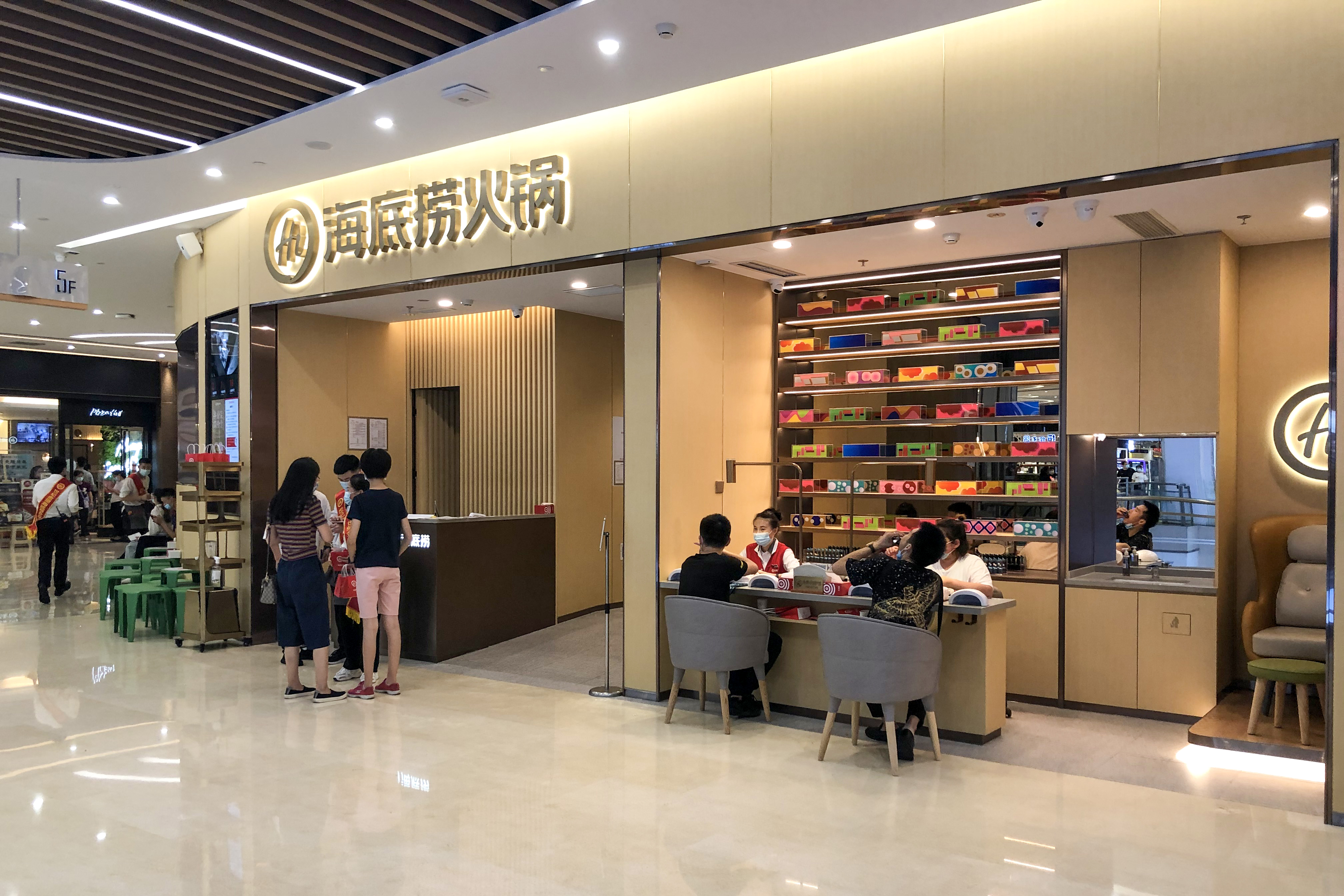
北京金源时代购物中心分店

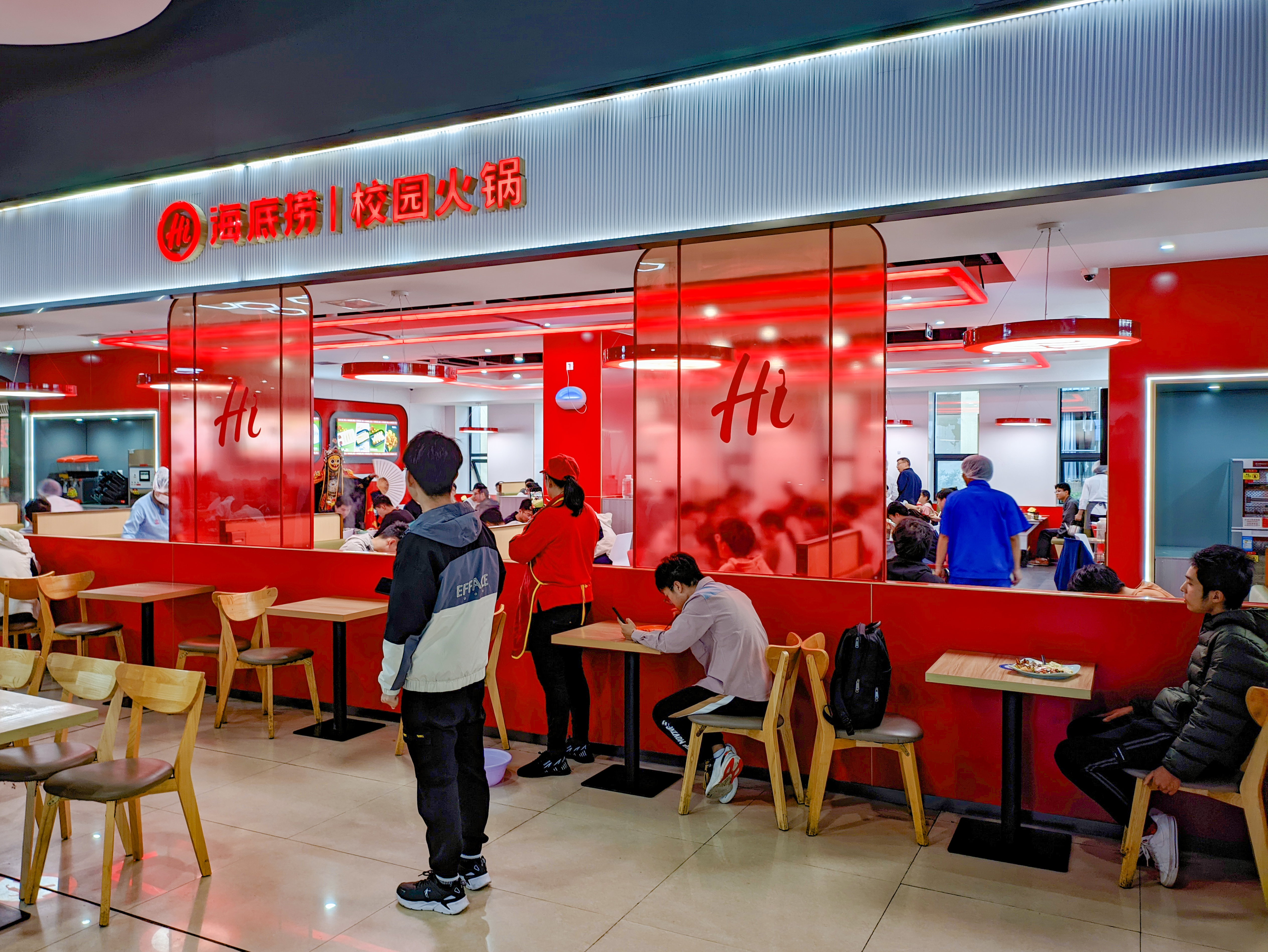
电子科技大学的海底捞校园火锅

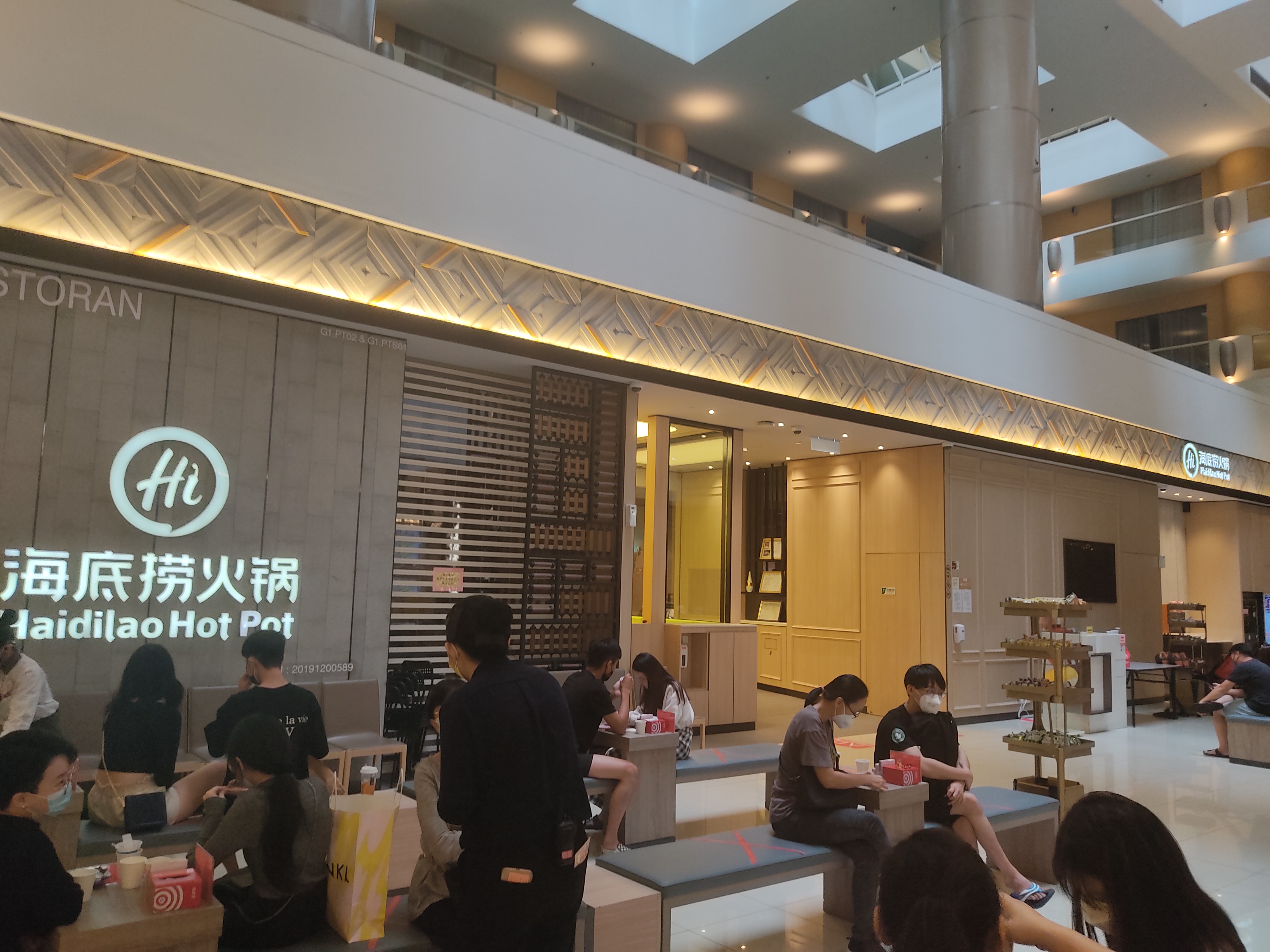
马来西亚梳邦再也双威金字塔分店

海底捞（全稱海底捞国际控股有限公司，港交所：6862）是一家火鍋餐飲公司，由张勇於1994年在四川省簡陽市成立，是中国规模最大的连锁经营火鍋店，以「服务周到」为特色。截至2022年，海底捞在全球多地开设直营餐厅，其中1349家位于中国大陆的164个城市，67家位于海外。
海底撈於2018年在北京中駿·世界城分店引入了自動配菜及送餐機器人，機械手臂和整個中樞與控制系統為海底撈及松下合作開發，未來將陸續推廣智慧化系統，強化食品安全。
因2019冠状病毒病疫情影响，海底捞错判形势继续扩张而导致利润下滑。 2021年11月初，海底捞已关闭300多家门店。该公司于2021年度首次录得39.76亿元人民币税前亏损。自2020年起，公司资产净值亦连续两年下跌。
2024年3月，海底捞餐厅首次开放加盟特许经营模式。

## 历史
海底捞国际控股有限公司的前名是“地上種”，由創辦人张勇於1994年3月20日所创立的一家以经营麻辣烫為主的餐飲小店。现发展为以经营四川風味火锅为主，融汇各地火锅特色于一体的大型直营连锁。其名称“海底捞”起源于四川麻将的术语。
海底捞火锅的市場定位為中高檔火鍋店，人均消費150至200元人民幣。該企業亦以其周到的顧客服務著稱，如店內提供圍裙、橡筋、髮夾等物品，并提供託兒服務。等位顾客可享受免費擦鞋、美甲服務。服务员還會替客人剝蝦殼，表演拉麵、唱歌、主動製造驚喜等，例如發現有人生日會靜靜送上蛋糕。店内的服务员来自全国各地，顾客可找老乡服务员服务。此外海底捞还允许顾客自带食材、酒水。该公司还於四川省簡陽市設有購物商場。
1999年，海底撈西安雁塔店开始营业。
2012年底，于新加坡开设分店，成为海底撈在海外开设的第一家分店。2015年，海底撈在台北開設台灣一號店。2017年，以月租約55萬元預租香港油麻地九龍行3層，開設首間旗艦店，暫定24小時營業。2017年10月，香港店正式試業。
2018年5月17日，海底捞拟融资6亿─7亿美元，於是向香港交易所递交上市申请，并计划扩展门店规模。同年9月11日，海底捞宣布其股份将于9月12日起在香港公开发售，并计划于9月26日在港交所主板挂牌上市，发售价范围在每股14.80港元至17.80港元，以每手1,000股計算，入場費為17,979.37元，為歷來入場費最高的新股。
2019年，海底撈決定擴張。同年3月27日海底捞马来西亚首间分店于双威镇的双威金字塔商场开张。2019年11月14日海底捞新加坡获得《联合早报》颁发的“中国十大行业领军品牌奖”。新加坡门店数量达到12间。
2019冠狀病毒病疫情爆發後，海底撈繼續擴張，但公司判斷失誤利潤率下滑明顯。2021年11月初已關閉300多家門店。
2023年8月16日，海底捞无锡茂业天地店推出洗头服务。海底捞回应媒体称洗发体验区是门店进行的个性化创新试点，旨在为会员提供更多权益。10月份起西安文理学院食堂内开设「海底捞校园火锅」专卖店是一種特化版本的學生價海底撈，附屬於校內食堂只面向校內營業，是首次有海底撈進入校園也是後疫情時代重返擴張的現象。

## 分支機構
- 蜀海北京投资有限公司：以研发、采购、生产、品控、仓储、运输、销售为業務的供应链服务企业。
- 海底捞调味料官方旗舰店[25]

## 门市
截至2020年12月，海底捞已在全球开设1,400家餐厅，包括中國大陆1,240間，另外60多間分別位於香港、澳門、新加坡、台灣、韓國、日本、泰國、美國、澳洲、加拿大、阿聯，2017年全年收入106.37億元，按年增36.2%，盈利10.28億人民幣，較2016年之7.35億元增四成。 2021年11月5日宣布將於12月31日前關停300家店，但不裁員。主因是快速擴張造成經營未達預期。股價已跌掉75%，市值蒸發港幣3,500億元。
- 中国大陆分店：1,240間
- 香港分店：5間（油麻地店、铜锣湾店、尖沙咀店、荃湾店、将军澳店）
- 澳門分店：2間
  - 路氹城：2間（澳門倫敦人、澳門威尼斯人）
- 日本分店：6間[27]（池袋店、新宿店、大阪心齋橋店、幕張店、橫濱站前店、上野店）
- 韓國分店：7間（明洞店、江南店、弘大店、建大店、永登浦店、大学路店、釜山店）
- 台灣分店:16間[28]
  - 台北市：4間（信義店、京站店、慶城店、西門店）
  - 新北市：2間（板橋店、新莊宏匯店）
  - 桃園市：2間（臺茂店、統領店）
  - 新竹市：1間（新竹店）
  - 台中市：3間（大遠百店、中友店、廣三SOGO店）
  - 台南市：2間（focus店、南紡店）
  - 高雄市：2間（巨蛋店、大遠百店）
- 越南分店：1間（金融塔店）
- 馬來西亞分店：17間
  - 雪蘭莪
    - 八打靈縣
      - 八打灵再也：1間（萬達廣場店）
      - 梳邦再也：2間（雙威金字塔店）（蒲种iOi商场店）

    - 雪邦县：1間（iOi城市廣場店）

  - 吉隆坡：3間（柏威年廣場店）（雙威偉樂城店）（孟沙村店）
  - 马六甲
    - 马六甲中央县
      - 马六甲市：1间（英雄广场店）

  - 柔佛
    - 新山县
      - 新山：2間（真力購物中心店）（永旺霸市（地不佬分店）店）
      - 依斯干达公主城：1間（五福城購物中心店）

  - 檳城
    - 喬治市：2間（葛尼百利宮广场店[29]）（皇后湾广场店）
    - 威省：1间（双威嘉年华店）

  - 霹雳
    - 近打县
      - 怡保：1间（上环18店）

  - 沙巴
    - 西海岸省
      - 亚庇：1间（imago广场店）

  - 砂拉越
    - 古晋省
      - 古晋：1间（活力缤纷购物广场店）
- 泰國分店：7間
  - 曼谷：3間（中央世界購物商場店、Central Rama9店、Central Pinklao店）
  - 普吉島：1間（Central Phuket店）
  - 清邁：2間（MAYA Lifestyle Shopping Center店、尚泰清邁購物中心店）
  - 芭達雅：1間（Central Pattaya店）
- 新加坡分店：12間
  - 克拉码头店、313@索美塞店、裕廊IMM商场店、怡丰城店、勿洛广场店、诺维娜店、狮城大厦店、利达广场店、太阳广场店、巴耶利峇中心店、世纪广场店、滨海广场店[30]
- 印尼分店：10間
  - 雅加達：6間（Gandaria City Mall、Taman Anggrek Mall、Grand Indonesia、PIK Avenue、Mall of Indonesia、Emporium Pluit Mall）
  - 泗水：1間（Pakuwon Trade Center）
  - 丹格朗：1間 （Living World）
  - 棉蘭 ：1間 （Deli Park)
  - 巴淡 ：1間 （Grand Batam Mall)
- 澳洲分店：6間 
  - 悉尼：2間（Chatswood店、Darling Square店）
  - 墨尔本：2間（Box Hill店、Glen店）
  - 布里斯本：2間 （Sunnybank店、Brisbane City店）
- 英國分店：2間
  - 倫敦：1間（Picadilly店）
  - 伯明罕：1間 （Bullring Shopping Centre店）
- 美國分店：13間（Arcadia店、Irvine店、Cupertino店、Industry店、Flushing店、Century City店、Fremont店、Bellevue店、西雅圖市店、芝加哥店、達拉斯店、休士頓店、聖地牙哥UTC店）
- 加拿大分店：5間（大温哥华地區Vancouver、Richmond、大多伦多地區Downtown Toronto、Markham、Scarborough）
- 阿聯分店：1間（杜拜 杜拜購物中心）
- 菲律宾分店：1間（马尼拉Mall of Asia店）

2022年，海底捞新开业餐厅24家，恢复营业的餐厅48家，关闭的餐厅50家。到2022年12月31日，海底捞在中国大陆，有餐厅1349家，在港澳台地区，有餐厅22家。

## 争议事件

### 食品安全问题
海底捞曾多次曝光食品安全事件。该公司几乎每个月都会在官网公布各家门店查出的问题，其中包括食材过期问题、设备失效问题，还有不卫生操作的问题。

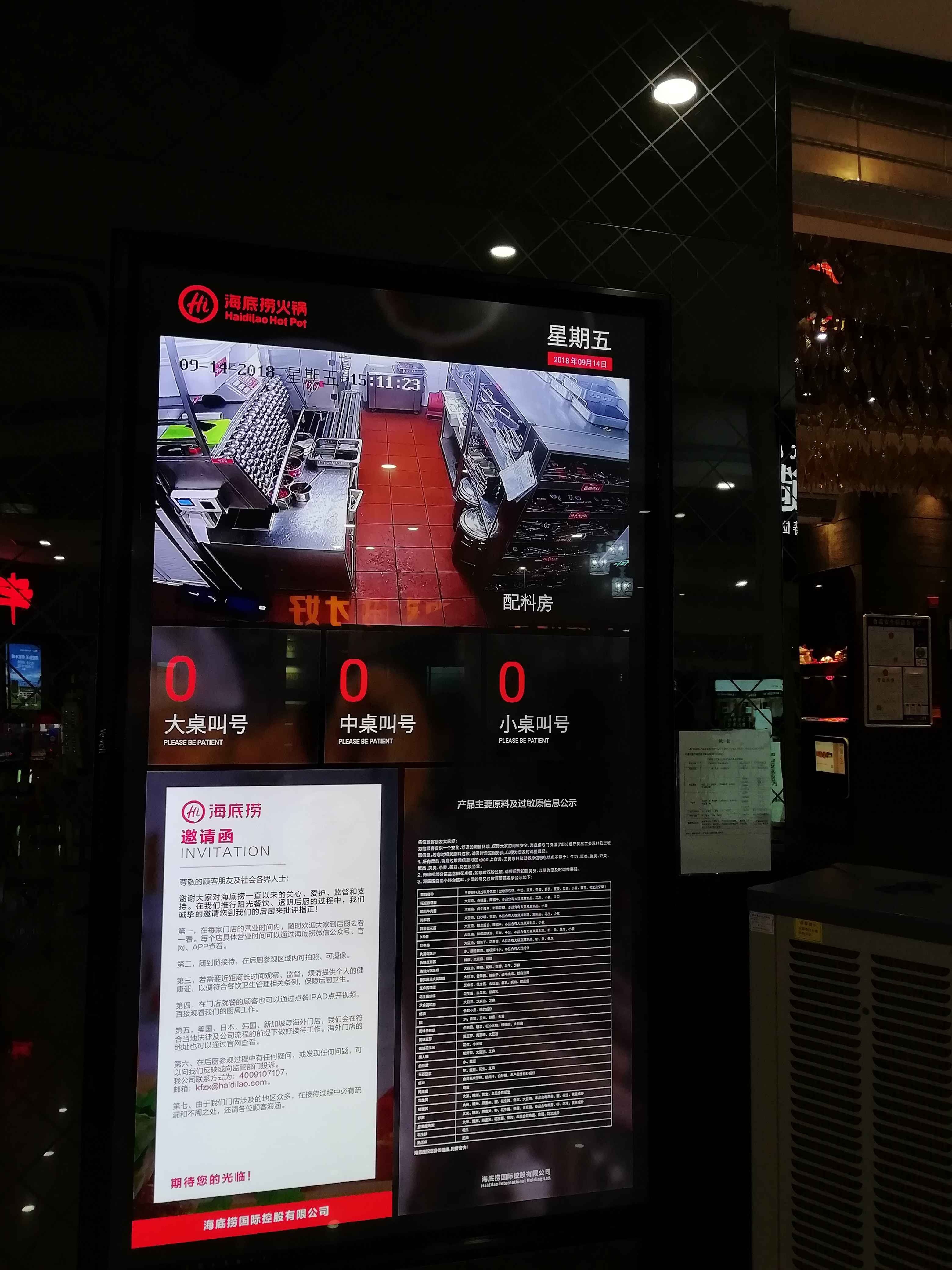
海底捞苏州门店门口的大屏幕，顾客可查看到后厨监控画面

2017年5月初，《法制晚報》記者通過面試進入海底撈北京勁松店，并于7月底轉往海底撈太陽宮店。记者发现，两店的配料房、上菜房、水果房、洗碗間等藏有老鼠，甚至出现爬進食物櫃的现象。用來清掃下水道的掃把、抹布等，還會用來清潔洗碗機和儲物櫃，並在洗碗池清洗。而洗碗機每天只清洗表層，在記者打開洗碗機機箱蓋發現，傳送帶沾滿油迹發出腐爛惡臭，內壁沾滿食物殘渣；蓄水池内也存在大量的黃色污水、食物殘渣以及餐具。事件于2017年8月曝光后，海底撈官方回應称，媒體披露的問題屬實。该公司表示对此感到非常難過和痛心，也十分愧疚，并表示承擔相應的經濟責任和法律責任，也已要求所有門店進行整改彻查。涉事的两家店面已主动停业整改。而北京市食药监局也第一时间责任约谈该公司北京地区负责人，对两家门店进行立案调查。海底捞公司还表示，将会做到“明厨亮灶”，对现有监控设备进行硬件升级，实现网络化监控。两家店面整改后，太阳宫店已于9月30日恢复营业，而勁松店则于12月恢复营业。
2017年8月初，新加坡国家环境局官员在对当地一家海底捞门店例行检查时，发现一名店员在处理食物时没有戴手套，违反了新加坡卫生法规。根据法规，餐厅因此类卫生问题最高可被处以新元2,000元的罚鍰，或被暂时吊销营业许可证。对此，新加坡海底捞负责人方经理于28日表示，已对涉事员工做出处理。他还表示，新加坡海底捞4家门店已开展全面检查，新增了多项卫生措施，包括把每月害虫防控检查从一次增加到两次。
2018年2月10日，海底捞新加坡于克拉码头里峇峇利路分店，因员工赤手处理食品及售卖不卫生食品，被国家环境局吊销营业执照两周，罚款800新元，所有涉事员工必须再次参加基本食品卫生课程及通过考核。
2025年3月6日，一段疑似男子站在桌子上向海底捞火锅小便的视频在中国大陆互联网上流传。3月8日，上海市公安局黄浦分局在经过调查后发布警情通报表示，2月24日凌晨，海底捞上海外滩店有两名男子在包间用餐后于火锅锅底中小便，其中一人拍摄视频并发布至网上。警方确认了嫌疑人的身份，并对二人实施了行政拘留。海底捞随后表示，已在3月10日向上海黄浦区法院提起民事诉讼申请，并对涉事门店锅具、餐具全部更换，按照搬家式清洁消毒。3月12日，海底捞表示，对2月24日至3月8日在该店堂食消费的4,109单顾客全额退还当日餐费，并按照订单付款的10倍金额向顾客补偿。

### 自带食品問題
在大陆，海底捞火锅各门店允许顾客自带菜单内没有供应的食材入内，但为了保证食品安全，门店需要对菜品留样（具体自带要求由各分店自行规定）。
2017年12月12日，台湾海底捞宣布顾客可免费自带食材、酒水，同时宣布包厢不设最低消费、不限用餐时间、也不额外收取开瓶费。消息传出后立即引起民众反响，海底捞在台的各门店也吸引了更多顾客用餐，顾客也热情高涨。据统计台湾海底捞有9成的顾客自带食材入内。然而这一做法引发台湾火锅同业的批评，认为“这是破坏市场行情的策略”，还有业者担心海底捞会纵坏客人。由于顾客自带食材数量、品项过多，已超出店家对食安可控范围，考虑到食品安全问题，因此在2018年2月1日，台灣海底捞宣布自2月15日起取消自带食材服务，但仍维持包厢不设最低消费。声明还表示，民众若有喜爱的食材但店内没有贩卖，可以推荐，海底捞会考虑加入店内菜单。在台湾海底捞宣布不允许自带食材以后，上海地区的海底捞也宣布不允许顾客自带食材。而在北京西路店用餐的顾客如果需要自带食材，还需要签一系列合同。
2023年2月下旬，有网民透露海底捞已禁止自带食材，随后客服证实，自2月21日起中国大陆门店严格执行谢绝自带食材。

### 監視器畫面回傳疑慮
台灣海底撈因店內密集設置監視器而引發隱私和國安疑慮。海底撈重申所有影像都依照台灣法律處理，不會在台灣以外地區備份，且錄影資料會循環覆蓋，不會長期保存。儘管如此，仍有民眾對其是否遵守承諾及資料外洩表示擔憂，也有人認為錄影設備是常見的，並對其價值和影響持不同意見。

## 外部連結
- 官方网站
- 海底捞的新浪微博